# Robert Svensson
Robert Svensson (ur. 28 grudnia 1983 w Sjuntorp w gminie Trollhättan) – szwedzki tenisista, srebrny medalista mistrzostw Europy (drużynowo) oraz brązowy medalista mistrzostw Europy (gra podwójna). Zawodnik Eslövs AI.
Jego pierwszym klubem był Trollhättans BTK. W 2002 został zawodnikiem Eslövs AI, w którym występował do 2007, kiedy to został zawodnikiem SV Plüderhausen. W 2008 został zawodnikiem TTC Fulda-Maberzell, a w 2013 ponownie Eslövs AI.

## Sukcesy
Na podstawie.
- 2011 – srebrny medal Mistrzostw Europy w Gdańsku (drużynowo)
- 2008 – brązowy medal Mistrzostw Europy w Petersburgu (gra podwójna)